# Authon, Alpes-de-Haute-Provence
Authon är en kommun i departementet Alpes-de-Haute-Provence i regionen Provence-Alpes-Cote d'Azur i sydöstra Frankrike. Kommunen ligger  i kantonen Sisteron som ligger i arrondissementet Forcalquier. År 2022 hade Authon 59 invånare.

## Befolkningsutveckling
Antalet invånare i kommunen Authon
Referens: INSEE